# Vicente Yáñez Pinzón
Pour les articles homonymes, voir Yáñez.
Vicente Yáñez Pinzón, né vers 1460 à Palos de la Frontera (royaume de Castille) et mort après 1523, est un navigateur, explorateur et conquistador espagnol de l'époque des grandes découvertes, célèbre pour avoir participé, avec son frère Martin, au premier voyage de Christophe Colomb à travers l'océan Atlantique, de Palos en Andalousie jusqu'aux îles Caraïbes (août-octobre 1492).
Issus d'une importante famille de marins de Palos de la Frontera, les frères Pinzon contribuent de façon importante à la réussite de l'expédition de Christophe Colomb, programmée en avril 1492 par les capitulations de Santa Fe, accord conclu entre le navigateur et les Rois catholiques ; en contrepartie, les frères Pinzon deviennent les deuxième et troisième personnages du voyage.  
Durant le trajet aller, Vicente est en effet le capitaine de la caravelle dite la Niña, tandis que son frère Martin commande la Pinta, Colomb étant à la fois amiral de l'escadre et commandant de la caraque Santa Maria. Au retour (janvier-mars 1493), la Santa Maria ayant subi un naufrage sur la côte d'Hispaniola (25 décembre 1492), l'amiral fait le voyage  sur le navire de Vicente.
Martin Pinzon meurt quelques semaines après le retour de l'expédition à Palos de la Frontera, mais Vicente va mener pendant plusieurs décennies une carrière assez brillante dans le Nouveau Monde, bénéficiant de la faveur des Rois catholiques, puis de Ferdinand d'Aragon après la mort d'Isabelle (1504) : premier Espagnol à explorer l'embouchure de l'Amazone en 1500, il est anobli en 1501, nommé gouverneur de Porto Rico en 1505. Il explore ensuite la côte du Honduras et de la péninsule du Yucatan en 1508, à la recherche d'un passage maritime vers les Indes (l'Asie).

## Biographie

### Origines familiales
Il est issu d'une famille de riches marins de Palos : les Pinzón.
```
Les Pinzón, Pinson ou Pinçon sont les Binzón, c'est-à-dire les Bezian et plus précisément les Benzianes de la Dynastie des Zianides de Tlemcen (Algérie) : Ils vivaient en Al-Andalous. 
```

Les Pizón sont connus comme étant de grands navigateurs dans la période d'Al-Andalus. Cette famille est une branche de la grande famille Berbère des Zénata.

### Carrière jusqu'en 1492
On en sait peu de choses.
Il a probablement participé[réf. nécessaire] entre 1477 et 1479 à des activités de piraterie[réf. nécessaire] sur les côtes de Catalogne et d'Ibiza, territoires qui font partie du royaume d'Aragon, mais Ferdinand d'Aragon et Isabelle de Castille sont mariés depuis 1469).

### Les préparatifs de l'expédition de Colomb (avril-juillet 1492)

#### Parcours de Christophe Colomb jusqu'en 1492
Christophe Colomb a vécu et travaillé au Portugal de 1476 à 1485, au service de négociants génois. Il élabore alors un projet visant à atteindre l'Asie en naviguant vers l'ouest (sous-estimant fortement la distance entre la péninsule Ibérique et la Chine). Son projet est refusé par le roi de Portugal en 1484. 
Il décide alors de venir en Castille : quittant le Portugal en mars 1485, il arrive en premier lieu à Palos de la Frontera où il est hébergé au monastère de La Rábida et fait la connaissance d'un moine cosmographe, Antonio de Marchena. 
Il part ensuite pour la cour des Rois catholiques, qui sont alors occupés par la guerre contre le royaume de Grenade. Il leur présente son projet pour la première fois en janvier 1486. Mais c'est de nouveau un échec. 
Ce n'est qu'au début de 1492, après la chute de Grenade (janvier 1492), que les Rois catholiques donnent leur accord. 
Les capitulations de Santa Fe sont signées en avril 1492. Elles nomment Christophe Colomb « amiral de la mer Océane » et « vice-roi et gouverneur » des terres dont il prendrait possession au nom des Rois catholiques. 

#### Les préparatifs
Elles contiennent aussi une injonction aux autorités de Palos de la Frontera de fournir trois navires et leurs équipages à Colomb, ainsi que les fournitures nécessaires à un voyage de de six mois, le trésor du royaume de Castille assumant les frais que tout cela occasionne.
Arrivé à Palos, Colomb reprend contact avec Antonio de Marchena, qui a de l'influence dans le milieu des navigateurs. Il fait alors la connaissance des frères Pinzon, et ayant réussi à les convaincre de la valeur de son projet, s'assure un autre soutien de poids. 
L'expédition est prête à partir à la fin du mois de juillet. Elle part effectivement le 3 août, ayant attendu une fête religieuse importante à Palos, la fête de Notre-Dame le 2 août.
Colomb commande le navire-amiral, la caraque Santa Maria.
Martín Alonso Pinzón commande le deuxième navire de l'escadre, la caravelle la Pinta et Vicente, le troisième, la caravelle la Niña, dont le troisième frère Pinzon, Francisco, est le timonier.

### La première expédition transatlantique (août 1492-mars 1493)
L'escadre gagne d'abord les îles Canaries, territoire sous contrôle du royaume de Castille, où elle fait une assez longue escale. Le vrai départ vers l'ouest a lieu le 6 septembre. Colomb le date précisément du moment où l'île Hierro disparaît à l'horizon.
Le 12 octobre, l'escadre atteint une île des Bahamas, que les indigènes appellent Guanahani et que Colomb baptise San Salvador. 
Quelques jours plus tard, elle arrive à Hispaniola (Saint-Domingue), qui devient la base des explorations espagnoles jusqu'à la conquête de Cuba en 1511.
La Santa Maria s'étant échouée le 25 décembre est démantelée sur place, pour construire un fort où sont installés 39 hommes. Colomb prend le commandement de la Niña pour le voyage de retour, qui commence le 3 janvier. La Nina et la Pinta sont assez vite séparées par une tempête. La Nina fait escale aux Açores, territoire portugais, puis est déroutée par une nouvelle tempête vers Lisbonne, où elle fait escale (Colomb est invité à venir parler de son expédition avec le roi de Portugal). 
Elle parvient finalement à Palos le 15 mars, le même jour que la Pinta, qui a fait escale près de Vigo. Martin Pinzon meurt le 31 mars.

### Voyages ultérieurs
En 1499, Vicente navigue de nouveau vers l'Amérique au départ de Palos de la Frontera, avec quatre caravelles armées par la famille Pinzón. Il est l'auteur de la première observation attestée de la nébuleuse obscure du Sac de charbon.
En 1500, une tempête l'amène sur la côte nord de l'actuel Brésil, trois mois avant l'arrivée du Portugais Pedro Álvares Cabral dans la région. Le 26 janvier 1500, il est le premier explorateur à voir l'estuaire de l'Amazone, dont il remonte le cours sur environ 50 km. Il le baptise Río Santa María de la Mar Dulce. 
Le 8 octobre 1501, pour récompenser ses découvertes, le roi Ferdinand d'Aragon le fait chevalier lors d'une cérémonie qui a lieu à l'Alhambra de Grenade.

### Gouverneur de Porto Rico (1505)
En 1505, Pinzón est nommé gouverneur de Porto Rico (« capitaine général et corrégidor de l'île de Saint-Jean-Baptiste »).

### Le voyage de 1508 au Honduras à la recherche d'un passage vers les Indes
En 1508, on a compris que toutes ces îles ne font pas partie des Indes, mais d'un nouveau monde, baptisé « Amérique » dès 1507. Il faut donc trouver un passage maritime qui permette d'atteindre les Indes et d'établir une nouvelle route des épices, alors que les Portugais sont présents en Asie depuis le voyage de Vasco de Gama par le cap de Bonne-Espérance en 1498.
On espère alors trouver un passage à hauteur du Honduras. Vicente Yáñez Pinzón voyage avec Juan Díaz de Solís vers le Honduras, parcourant la côte et complétant ainsi les connaissances géographiques sur la région, mais sans découvrir de passage. Les deux hommes explorent également la péninsule du Yucatán.
N'ayant pas réussi à découvrir de passage maritime vers l'ouest, ils reviennent en Europe en août 1509 (c'est seulement en 1520 que Magellan découvre le passage : le détroit de Magellan, situé beaucoup plus au sud).

## Hommages
Le 19 novembre 1999, est  inauguré un monument à la mémoire de Vicente Yáñez Pinzón à Palos de la Frontera, à l'occasion du cinquième centenaire de la découverte du Brésil et du jumelage de la ville de Palos de la Frontera avec celle de Cabo de Santo Agostinho.

## La légende d'un voyage au Brésil en 1488
En 1488, il se serait embarqué du port de Dieppe en compagnie de Jean Cousin un marin dieppois, et Martín son frère aîné et, pour se rendre en Afrique de l'Ouest, puis vers les Açores où le navire, drossé par la tempête, aurait alors été emporté loin vers l'ouest. Il aurait atteint des côtes inconnues, remonté un large fleuve qu’il nomme Maragnon puis serait rentré à Dieppe en 1489,.
Au XIXe siècle, le président de la Société maritime de Paris, Louis Charles Estancelin, a supposé que lors de cette mésaventure, le capitaine Cousin aurait longé les côtes de l'Amérique du Sud, au Brésil, au cap Saint Roque, et visité le grand fleuve Amazone. Pour le capitaine John James Gambier, amiral de la flotte anglaise (XVIIIe et XIXe siècles), et gouverneur des Bahamas, Jean Cousin serait le véritable découvreur de l'Amérique.
Cette relation, défendue par Paul Gaffarel à la fin du XIXe siècle, est sérieusement mise en doute par différents historiens,. À ce sujet, Pierre Chaunu souligne que « l'historiographie française du XIXe siècle a eu ses prétentions. Charles-André Julien, jadis, a achevé de dissiper la légende de la découverte de la Guinée par les Normands et de la découverte du Brésil par Jean Cousin ».